# Подводное регби
Подводное регби — дисциплина подводного спорта. Соревнования проводятся под водой в бассейне с участием двух команд спортсменов, каждая из которых состоит из 12 игроков, экипированных ластами, масками и трубками. Цель соревнования — забить мяч, имеющий отрицательную плавучесть, в корзину соперника, расположенную на дне бассейна.

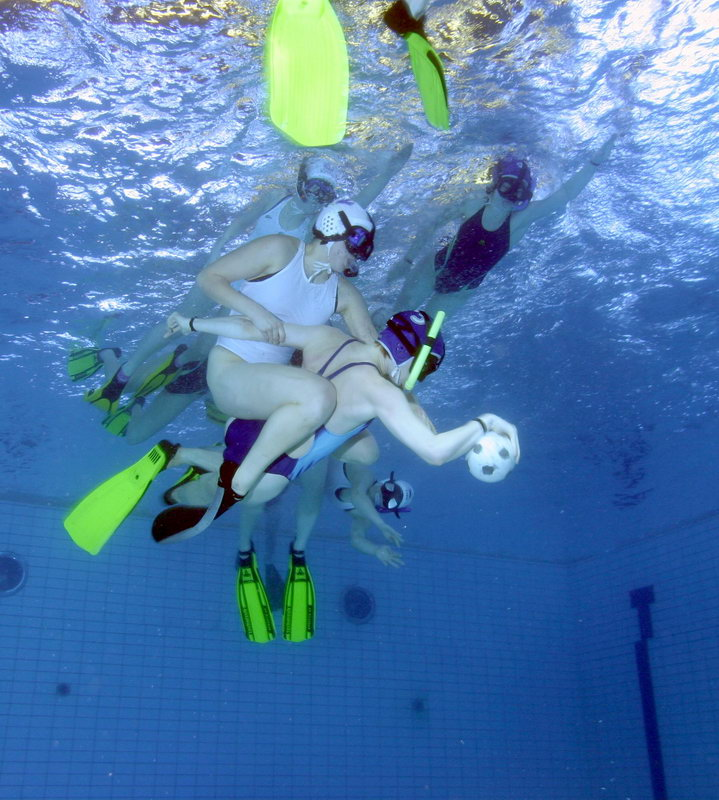
Матч женских команд в Норвегии

Размеры игрового поля 10—12 метров в ширину 15—18 метров в длину и глубина варьируется от 3,5 до 5 метров. Мяч заполнен соляным раствором и имеет отрицательную плавучесть. В команде 12 человек из которых 6 находится непосредственно в воде, а остальные на так называемой «летучей замене» на бортике бассейна.

## История
Соревнования: с 1978 года — чемпионаты Европы, с 1980 года — чемпионат мира; среди женщин: с 1987 года — чемпионат Европы, с 1991 года — чемпионат мира.
В ноябре 2005 года комитетом Всемирной Конфедерации Подводной Деятельности (CMAS) было утверждено решение о проведении в 2007 году I Всемирных игр по подводным видам спорта, в том числе и по подводному регби. Периодичность проведения Игр — один раз в два года. I Всемирные игры прошли в августе 2007 года в итальянском городе Бари и собрали 13 мужских и 9 женских сборных по подводному регби.

### В России
В конце 1980-х годов прошлого века в московском бассейне «Лужники» тренеры В. Н. Назаров и А. Ф. Карев попытались наладить тренировки по подводному регби в России. Но особой поддержки в то время их начинания не получили. В середине 1990-х годов В. Р. Гастренко, В. В. Иванов, А. С. Крылов, А. И. Подгорный, В. Р. Покровский, О. В. Трофимова, — тренеры, культивирующие в своих клубах «акватлон» (подводная борьба), попробовали использовать в тренировочном процессе элементы подводного регби. Называли эту игру подводное мини-регби или аква-регби и пользовались упрощёнными правилами, практически написанными самими тренерами, так как на тот момент в России смогли найти очень старый оригинал правил CMAS, и многие понятия в них были неясны. Кроме того, не имея специального снаряжения (да никто из тренеров никогда и не видел его), они использовали для игры гимнастические и баскетбольные мячи, наполненные солёной водой, а вместо ворот — корзины для мусора или промежутки между ступенями в лестницах бассейна. Несмотря на это, игра понравилась «акватлонистам» и с 1998 года стали проводить первенство Москвы по подводному регби среди юношей и девушек.
В 2001 году В. Г. Сташевский (в то время вице-президент CMAS) обратился к этим энтузиастам с предложением взяться за развитие подводного регби в своей стране. Он привёз в Россию первые настоящие мячи для подводного регби, обеспечил тренеров действующими правилами CMAS, чертёжом ворот и видеофильмами с последнего чемпионата Европы по подводному регби. И в этом же году были проведены чемпионат и первенство России по подводному регби по международным правилам. Серьёзную поддержку в организации тренировочного процесса в России оказал президент Клуба Спортивного Совершенствования «БЕТТА» Алексей Беляев. Уже в феврале 2002 года Российская команда провела первые международные игры в Братиславе в Словакии, где вживую познакомилась с современным подводным регби. Затем российские спортсмены неоднократно выезжали на игры Чешской лиги подводного регби. И, в результате, в 2003 году сборная команда России впервые приняла участие в чемпионате Мира по подводному регби, проходившему в Дании. В настоящее время в России ежегодно проводятся чемпионаты и первенства России по подводному регби, команда клуба «БЕТТА» играет в Финской премьер-лиге, а сборная команда России участвовала в Чемпионате Европы 2005 года, проходившем в Финляндии, и I Всемирных игр CMAS по подводным видам спорта в 2007-м.
В 2005 году молодёжная сборная России приняла участие в чемпионате Европы (U-21), проходившем в Германии, а в 2006 — в Кубке Северных Стран (U-21), завоевав там серебряные медали, уступив в финальном матче родоначальникам подводного регби — сборной Германии. В 2007 году молодёжная сборная России на Кубке Северных Стран (U-21) вновь дошла до финала, и на сей раз обыграла в нём сборную Германии со счётом 1-0, тем самым вписав Россию в историю развития мирового подводного регби, и принеся своей стране первый международный чемпионский титул по подводному регби.
В 2008 году молодёжная сборная России на Кубке Северных Стран (U-21) подтвердила статус сильнейшей молодёжной сборной на планете. В финальной игре вновь, как и год назад, обыграв сборную Германии в дополнительное время со счётом 2-1.
В 2009 году молодёжная сборная России (U-21) вновь дошла до финала и победила в нём сборную Швеции со счётом 1-0, став трёхкратным обладателем трофея.
В 2010 году молодёжная сборная России (U-21) завоевывает бронзовые медали.
В январе 2011 года в Москве прошёл первый в истории подводного регби Матч Всех Звёзд.
В августе 2011 года сборная России приняла участие в Чемпионате мира, заняв 9-е место из 14.
Чемпионаты России по подводному регби среди мужских и женских команд проводились с 2002 года. Практически все они завершились победой клуба "Бетта". В женских соревнованиях серьёзную конкуренцию москвичкам составили спортсменки щёкинского "Акванавта" из Тульской области. После охлаждения интереса Федерации подводного спорта России к дисциплине, внутренние турниры стала проводить Лига подводного регби. Игроки были объединены в команды "Титаны", "Викингы", "Пантеры", "Лисы". Однако энтузиазма ЛПР хватило на три года (2014 - 2017).